# 加里宁斯克区

51°30′N 44°27′E / 51.500°N 44.450°E
加里宁斯克区（俄语：Калининский район），是俄羅斯的一個區，位於該國西南部，由薩拉托夫州負責管轄，面積3,200平方公里，2010年該區人口33,302，人口密度每平方公里10.41人。